# OS X 요세미티
OS X 요세미티(OS X Yosemite, 버전 10.10)는 데스크탑과 서버에서 사용되는 애플의 11번째 OS X 운영체제이다. 2014년 6월 2일에 애플 세계 개발자 회의에서 발표되었으며, 같은 해 10월 16일에 정식 출시되었다. 버전 이름은 미국 캘리포니아주에 있는 요세미티 국립공원에서 유래되었다. 후속 버전은 OS X 엘카피탠이며, 이전 버전은 OS X 매버릭스이다.

## 시스템 요구사항
OS X 요세미티는 OS X 마운틴 라이언이 실행되는 기기에서 모두 실행되며, OS X 요세미티가 실행되는 기기는 다음과 같다.
- iMac(2007년 중반 이상)
- Macbook(2008년 말, 2009년 초 이상)
- Macbook Pro(2007년, 2009년 중반 이상)
- Macbook Air(2008년 후반 이상)
- Mac Pro(2008년 초반 이상)
- Mac mini(2009년 초반 이상)
- Xserve(2009년 초반 이상)

다음은 컴퓨터와 iPhone 사이의 여러 기능들을 사용할 수 있는 모델이다.
- Macbook Air(2012년 중반 이상)
- Macbook Pro(2012년 중반 이상)
- iMac(2012년 후반 이상)
- Mac mini(2012년 후반 이상)
- Mac Pro(2013년 말 이상)

## 변화
- 전체적인 디자인과 월페이퍼가 변경되었다.
- iOS 8와 같은 알림 센터가 추가되었다.
- Spotlight의 검색 능력이 향상되었다.
- Safari의 도구 막대가 개선되었다.
- Mail에 대용량 파일 첨부가 가능해졌다.
- 아이폰과 연동하여 통화와 SMS 메시지를 주고받을 수 있게 되었다.
- iOS 기기-OS X 기기 간 AirDrop이 가능해졌다.
- iOS 기기를 연결하여 QuickTime Player에서 화면 녹화가 가능하다.
- 다크 모드를 지원한다.
- 창의 오른쪽 위에 위치하던 전체화면 버튼이 왼쪽 초록색 버튼으로 이동되었다.
- 기본적으로 Dashboard 가 보이지 않는다.
- 새로운 사진 앱이 추가되었다.[4]

## 베타 프로그램
애플은 새로운 macOS X를 위한 베타 프로그램을 계획했는데, 이 프로그램은 맥 OS X 공개 베타에 이어 애플이 진행한 두 번째 베타 프로그램이 되었다. 요세미티는 처음 100만 명의 사용자가 베타 프로그램을 사용해 볼 수 있는 "OS X 베타 시드 프로그램"을 준비하고 2014년 7월 24일에 실시했다. 사용자가 베타 버전을 사용해보려면 기밀유지 협약(NDA)에 서명을 해야 하고, 베타 프로그램의 위험을 인정하고 감수해야 했다.

## 출시 역사
|  | 이전 릴리스 |

| 버전    | 빌드    | 날짜             | OS name   | 다운로드                                                                   |
| ------- | ------- | ---------------- | --------- | -------------------------------------------------------------------------- |
| 10.10   | 14A389  | 2014년 10월 16일 | 다윈 14.0 | 빈칸                                                                       |
| 10.10.1 | 14B25   | 2014년 11월 17일 | 다윈 14.0 | OS X Yosemite 10.10.1 Individual update                                    |
| 10.10.2 | 14C109  | 2015년 1월 27일  | 다윈 14.1 | OS X Yosemite 10.10.2 Individual update OS X Yosemite 10.10.2 Combo update |
| 10.10.2 | 14C1510 | 2015년 3월 9일   | 다윈 14.1 | Security Update 2015-002 Yosemite                                          |
| 10.10.2 | 14C1514 | 2015년 3월 19일  | 다윈 14.1 | Security Update 2015-003 Yosemite                                          |
| 10.10.2 | 14C2043 | 2015년 3월 10일  | 다윈 14.1 | 빈칸                                                                       |
| 10.10.2 | 14C2513 | 2015년 3월 20일  | 다윈 14.1 | 빈칸                                                                       |
| 10.10.3 | 14D131  | 2015년 4월 8일   | 다윈 14.3 | OS X Yosemite 10.10.3 Individual update OS X Yosemite 10.10.3 Combo update |
| 10.10.3 | 14D136  | 2015년 4월 16일  | 다윈 14.3 | OS X Yosemite 10.10.3 Supplemental Update 1.0                              |
| 10.10.4 | 14E46   | 2015년 6월 30일  | 다윈 14.4 | OS X Yosemite 10.10.4 Individual update OS X Yosemite 10.10.4 Combo update |
| 10.10.5 | 14F27   | 2015년 8월 13일  | 다윈 14.5 | OS X Yosemite 10.10.5 Individual update OS X Yosemite 10.10.5 Combo update |
| 10.10.5 | 14F1021 | 2015년 10월 21일 | 다윈 14.5 | Security Update 2015-004 Yosemite                                          |
| 10.10.5 | 14F1505 | 2015년 11월 15일 | 다윈 14.5 | Included in Security Update 2015-006 Yosemite                              |
| 10.10.5 | 14F1509 | 2015년 12월 11일 | 다윈 14.5 | Security Update 2015-006 Yosemite                                          |
| 10.10.5 | 14F1605 | 2016년 1월 19일  | 다윈 14.5 | Security Update 2016-001 Yosemite                                          |
| 10.10.5 | 14F1713 | 2016년 3월 21일  | 다윈 14.5 | Security Update 2016-002 Yosemite                                          |
| 10.10.5 | 14F1808 | 2016년 5월 18일  | 다윈 14.5 | Security Update 2016-003 Yosemite                                          |
| 10.10.5 | 14F1909 | 2016년 7월 18일  | 다윈 14.5 | Security Update 2016-004 Yosemite                                          |
| 10.10.5 | 14F1912 | 2016년 9월 1일   | 다윈 14.5 | Included in Security Update 2016-006 Yosemite                              |
| 10.10.5 | 14F2009 | 2016년 10월 24일 | 다윈 14.5 | Security Update 2016-006 Yosemite                                          |
| 10.10.5 | 14F2109 | 2016년 12월 13일 | 다윈 14.5 | Security Update 2016-007 Yosemite                                          |
| 10.10.5 | 14F2315 | 2017년 3월 27일  | 다윈 14.5 | Security Update 2017-001 Yosemite                                          |
| 10.10.5 | 14F2411 | 2017년 5월 15일  | 다윈 14.5 | Security Update 2017-002 Yosemite                                          |
| 10.10.5 | 14F2511 | 2017년 7월 19일  | 다윈 14.5 | Security Update 2017-003 Yosemite                                          |